# Holochelus brenskei
Holochelus brenskei är en skalbaggsart som beskrevs av Edmund Reitter 1888. Holochelus brenskei ingår i släktet Holochelus och familjen Melolonthidae. Inga underarter finns listade i Catalogue of Life.